# Amauronematus latiserra
Amauronematus latiserra är en stekelart som först beskrevs av René Malaise 1921.  Amauronematus latiserra ingår i släktet Amauronematus, och familjen bladsteklar. Arten är reproducerande i Sverige.